# Антонин Либерал
Антонин Либерал (на латински: Antoninus Liberalis) е гръцки писател, граматик и митограф през 2 век, вероятно освободен роб на император Антонин Пий.
Единственото му запазено произведение е сбирката от 41 заги от метаморфози, Metamorphoses (μεταμορφώσεων συναγωγἠ), от по-стари вече загубени източници (като Никандър от Колофон и Boios).